# 曹刚 (民国)
曹刚，贵州定番（今贵州省惠水县）人，中华民国政治人物。1917年任福建省连江县知事，1919年年末接替包伟出任莆田县知事，1920年9月10日由龚梓材接任。